# Bataille de la plaine de Beverhout
Révolte des chaperons blancs

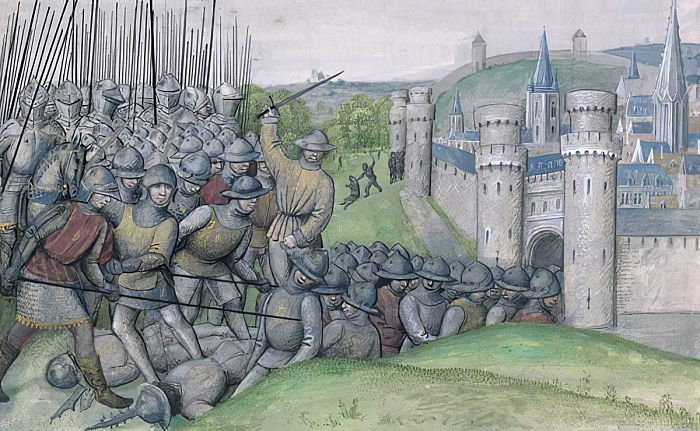
La rencontre sur une miniature de 1477

La bataille de la plaine de Beverhout a eu lieu le 3 mai 1382 à la frontière de Beernem, Oostkamp et Assebroek. Ce fut une phase importante de la révolte de Gand menée par Philippe van Artevelde contre Louis II de Male, comte de Flandre.
Le Canal Gand-Bruges est l'une des plus anciennes routes maritimes du pays. Un cours d'eau naturel, la Zuidleie ou Brugse Leie, a été approfondi à cet effet entre Bruges et Beernem. C'est à cause de ce canal que les habitants de Bruges et de Gand en sont venus au conflit.

## La bataille tirée duExcellente cronike van Vlaenderen(XVesiècle)
«Ici est contée la bataille de la plaine de Beverhout. En l'an du Seigneur 1382, vers Pâques, les gens de Gand n'avaient pas de grain et, contraints par le manque de nourriture, ils avaient demandé la paix avec ferveur mais humblement. À la suite de cela, Philippe van Artevelde, le très grossier, leur ordonna de le suivre à Bruges, où logeait le comte Louis, et ils mettaient sur leur manche: «Aidez Dieu et ceux qui le suivent.» Tôt le matin, le 3 mai, ils atteignirent la plaine de Beverhout. Dans l'après-midi, ceux de Bruges le rapportèrent au comte. Ils voulurent bientôt sortir à la rencontre de ceux de Gand pour se battre avec eux, mais le seigneur Heulaert van Poucke et d'autres membres du conseil du comte conseillèrent de ne pas le faire parce que le peuple était très fatigué par la Procession du Saint Sang, parce qu'il y avait beaucoup de gens étrangers à la ville et parce que moult avaient bu beaucoup. (...)
Les Brugeois n'appréciaient pas ce conseil et sans concertation ni aucun chef pour les mener, ils sont sortis par la porte de Gand en petits groupes de douze, seize ou vingt personnes. Certains étaient complètement ivres, d'autres très ivres, les laissant à peine capables de faire quoi que ce soit. Et ainsi ils ont été battus à mort un à un par les habitants de Gand, tels des poussins, sans aucune volonté d'esprit ni de défense, car ceux de Gand entouraient toujours des groupes de la même taille que celui d'où ils étaient eux-mêmes issus. Et ceux de Gand se rapprochèrent encore plus de Bruges.
Vers la fin de l'après-midi, le sieur Heulaert van Poucke partit portant la bannière du comte à Assebroek. Il y eut de violents combats là-bas à grande échelle, et finalement van Poucke fut vaincu avec la plupart de ses troupes. En conséquence, ceux de Gand sont entrés dans Bruges à l'obscurité de la nuit par la porte de Gand, qu'ils ont trouvée ouverte. Ils sont donc allés sur la place du marché, où personne ne s'y est opposé. Une fois sur place, ils se sont divisés en deux groupes. Une moitié a continué à garder le marché, l'autre moitié se déplaçait de rue en rue. Philippe van Artevelde a attendu sur le marché devant le Beffroi et l'autre moitié s'en est allée par la Bourse, la Grauw Workersstraat, par la Sint-Jacobsstraat et l'Oude Zak y tuant tous ceux qui venaient sur leur chemin...
Le comte Louis, lui-même, avait failli être assassiné dans la Sint-Amandsstraat par les hommes du sire Simon Cokermoes, s'il n'avait pas été méchamment défendu par quelques-uns de ses hommes. C'est pourquoi le comte Louis a fui la cité de Bruges. Il a été emmené dans une petite barque près du pont sur le Minnewater, à l'extérieur des fortifications. Là, il s'est juché sur une jument et s'en est allé à Roulers puis à Lille."

## Synthèse
Pour forcer Gand à la reddition, le comte Louis avait bouclé les principales voies d'accès à la ville. Philippe tenta de négocier avec le comte à Tournai, mais sans résultat. La seule issue semblait d'attaquer Bruges pour trouver une échappatoire par la mer.
Il a été bien enregistré que les habitants de Bruges sont bien apparus ivres sur le champ de bataille et bien stupides, au lendemain de la Procession du Sang de Bruges. Lors d'une courte confrontation, Philippe a vaincu les Brugeois qui ont à peine résisté à la prise de la cité le même jour, Louis de Male ayant pu tout juste fuir à Lille.
Selon la tradition, ce jour-là, les Gantois auraient volé le dragon, girouette de la Cathédrale Saint-Donatien de Bruges (aujourd'hui disparue), pour l'emmener triomphalement le long de la Lieve jusqu'à Gand comme butin de guerre pour finalement en décorer le beffroi.

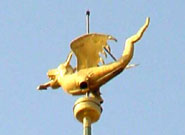
Le Dragon, butin de guerre des Gantois

## Conséquences de la bataille
À la suite de la victoire de Philippe, des révoltes ont éclaté en Flandre. Seules les cités de Termonde et d'Audenarde sont restées fidèles au comte. Cette bataille a également eu un écho à l'étranger. Ainsi, des émeutes ont éclaté en Hollande, à Louvain, à Paris, à Rouen et à Amiens.
Philippe van Artevelde fut tué quelques mois plus tard lors d'une nouvelle confrontation avec le comte lors de la bataille de Roosebeke. Louis II de Male mourut lui-même en 1384 à Saint-Omer.
Ce n'est qu'en 1613 que le canal Gand-Bruges pourra être creusé après un accord entre les deux villes. Le travail, divisé en cinq tranches, a été confié à des habitants du nord des Pays-Bas. Le canal fut mis en service en 1621.
Les plaques commémoratives de la bataille de la plaine de Beverhout se trouvent à Beernem, à la limite avec Oedelem, à l'auberge "Den Hoorn" et enfin à la Bibliotheekstraat à Gand.

## Sources
- (nl) Corrie de HAAN & Johan OOSTERMAN, Is Brugge groot?, Em. Querido's Uitgeverij, Amsterdam 1996,  (ISBN 9789021405865), pages 15-17
- Excellente cronike van Vlaenderen, Willem Vorsterman (nl), Antwerpen 1532